# なかのとおる
なかの とおる（1959年4月14日 - ）は、日本の男性音響監督、音響プロデューサー。本名及び別名は中野 徹（読みは同じ）。香川県高松市出身。

## 経歴・人物
学生時代に声優プロダクションの青二プロダクションの10周年記念イベントを手伝ったことで同社に入社。主にイベントの仕事を行う。青二で出会った南沢道義と行動を共にし、以後、ぷろだくしょんバオバブを経て、1981年に81プロデュースを南沢と共に設立。1984年に有限会社81音楽出版（現・HALF H・P STUDIO）も設立することとなる。81プロデュースと、HALF H・P STUDIOの執行役員を経て、2011年よりフリー。
当初は声優のマネージメントを担当していたが、1986年発売のOVA『Call Me トゥナイト』から音響制作の仕事を並行して行なうようになった。山田悦司、藤山房延、佐藤敏夫、小山悟の4人の音響監督から音響制作を学び、師事しているという。2007年現在は、HALF H・P STUDIOの制作部と演出部で音響プロデューサーと音響監督の仕事を行なっている。
多くのビィートレインが制作するアニメ作品、特に真下耕一が監督する作品で音響監督を務める。
音響監督を務める場合は「なかのとおる」名義、音響プロデューサーを務める場合は「中野徹」名義を使用。ただし古い作品では音響監督でも「中野徹」名義を使っていた。

## 参加作品
※ 特記のない限り全て音響監督としての参加

### テレビアニメ
1989年
- ダッシュ!四駆郎（音響プロデューサー）

1991年
- 炎の闘球児 ドッジ弾平（音響プロデューサー）

1995年
- アリス探偵局
- バーチャファイター

1996年
- 爆走兄弟レッツ&ゴー!!（音響プロデューサー）
- バケツでごはん（音響プロデューサー）

1997年
- 救命戦士ナノセイバー
- 爆走兄弟レッツ&ゴー!! WGP（音響プロデューサー）
- BURN-UP EXCESS（音響プロデューサー）

1998年
- ああっ女神さまっ 小っちゃいって事は便利だねっ（音響プロデューサー）
- アリスSOS
- 彼氏彼女の事情（第17話・第20話のみ音響監督、他は音響プロデューサー）
- 超速スピナー（音響プロデューサー）
- Night Walker -真夜中の探偵-
- 爆走兄弟 レッツ&ゴー!! MAX（音響プロデューサー）

1999年
- 鋼鉄天使くるみ（音響プロデューサー）
- D4プリンセス（音響プロデューサー）
- デュアル!ぱられルンルン物語（音響プロデューサー）
- バーバパパ世界をまわる

2000年
- だぁ!だぁ!だぁ!

2001年
- 砂漠の海賊!キャプテンクッパ
- サラリーマン金太郎（アニメ版の番組企画およびプロデューサー）
- スージーちゃんとマービー
- ノワール（音響プロデューサー）
- 花右京メイド隊（音響プロデューサー）
- パラッパラッパー（アフレコ演出）
- ベイビーフィリックス

2002年
- キ・ファイターテラン（キャスティング）
- .hack//SIGN（音響プロデューサー）
- 爆闘宣言ダイガンダー（音響プロデューサー）
- ぷちぷり*ユーシィ

2003年
- AVENGER
- 京極夏彦 巷説百物語
- 魁!!クロマティ高校
- .hack//黄昏の腕輪伝説（音響プロデューサー）
- ななか6/17
- 冒険遊記プラスターワールド（音響プロデューサー）
- まっすぐにいこう。（音響プロデューサー）
- まぶらほ（音響プロデューサー）

2004年
- 今日からマ王!
- 恋風（音響プロデューサー）
- せんせいのお時間（音響プロデューサー）
- パンダーゼット（音響プロデューサー）
- パンツぱんくろう
- マシュマロ通信（音響プロデューサー）
- MADLAX

2005年
- ああっ女神さまっ（音響プロデューサー）
- かみちゅ!（音響プロデューサー）
- ガラスの仮面（2005年版）
- ガンパレード・オーケストラ（音響プロデューサー）
- スターシップ・オペレーターズ
- ツバサ・クロニクル第1シリーズ
- BUZZER BEATER

2006年
- ああっ女神さまっ それぞれの翼（音響プロデューサー）
- イノセント・ヴィーナス（音響プロデューサー）
- ウィンターガーデン
- 機神咆吼デモンベイン（音響プロデューサー）
- スパイダーライダーズ 〜オラクルの勇者たち〜
- ぜんまいざむらい
- ツバサ・クロニクル第2シリーズ
- D.Gray-man
- ときめきメモリアル Only Love（音響プロデューサー）
- .hack//Roots
- ぷるるんっ!しずくちゃん（音響プロデューサー）

2007年
- ああっ女神さまっ 闘う翼（音響プロデューサー）
- エル・カザド
- 機神大戦ギガンティック・フォーミュラ（音響プロデューサー）
- スパイダーライダーズ 〜よみがえる太陽〜
- 天元突破グレンラガン
- ながされて藍蘭島
- BACCANO! -バッカーノ!-（音響プロデューサー）
- バンブーブレード（音響プロデューサー）
- BUZZER BEATER
- ぷるるんっ!しずくちゃん あはっ☆（音響プロデューサー）

2008年
- H2O -FOOTPRINTS IN THE SAND-（音響プロデューサー）
- 紅 kurenai（音響プロデューサー）
- スケアクロウマン
- 無限の住人
- ロザリオとバンパイア（音響プロデューサー）
  - ロザリオとバンパイア CAPU2（音響プロデューサー）

2009年
- アキカン!（音響プロデューサー）
- VIPER'S CREED
- エレメントハンター

2010年
- 最強武将伝 三国演義（音響プロデューサー）

2011年
- カードファイト!! ヴァンガード（音響プロデューサー）
- SKET DANCE（音響プロデューサー）
- 戦国乙女〜桃色パラドックス〜（音響プロデューサー）
- Dororonえん魔くん メ〜ラめら（音響プロデューサー）
- へうげもの[5]

2012年
- カードファイト!! ヴァンガード アジアサーキット編（音響プロデューサー）
- ZETMAN（音響プロデューサー）
- 超速変形ジャイロゼッター（音響プロデューサー）

2013年
- 声優戦隊ボイストーム7（音響プロデューサー）
- 直球表題ロボットアニメ（「中野徹」名義で音響プロデューサーを兼務）
- てさぐれ!部活もの（音響プロデューサー）

2014年
- てさぐれ! 部活もの あんこーる（音響プロデューサー）
- みならいディーバ（音響プロデューサー）

2015年
- 青春×機関銃
- てさぐれ! 部活もの すぴんおふ プルプルんシャルムと遊ぼう（音響プロデューサー）

2016年
- エンドライド
- 神々の記
- 6HP/シックスハートプリンセス

2017年
- ラブ米 -WE LOVE RICE-（音響プロデューサー）

2018年
- Cutie Honey Universe
- デビルズライン

2019年
- エッグカー

2020年
- 最響カミズモード!

2021年
- バトルアスリーテス大運動会 ReSTART!
- セスタス -The Roman Fighter-
- ゲッターロボ アーク

2025年
- 週刊ラノベアニメ（大寺文彦と共同）

### OVA
1986年
- Call Me トゥナイト（音響制作）

1987年
- 学園特捜ヒカルオン（音響制作）
- デビルマン 誕生編（音響制作担当）
- 魔龍戦紀（音響制作）

1988年
- 吸血姫美夕（音響制作）
- 冥王計画ゼオライマー（音響制作）
- 竜世紀（音響制作）

1989年
- あのこに1000%（音響制作）
- 海の闇、月の影（音響制作）
- エクスプローラーウーマン・レイ（音響制作）
- 極黒の翼バルキサス（音響コーディネーター）
- 孔雀王2 幻影城（音響コーディネイト）
- 聖獣機サイガード -CYBERNETICS・GUARDIAN-（音響コーディネーター）
- BE-BOY KIDNAPP'N IDOL（音響制作）

1990年
- A.D.POLICE（音響コーディネーター）
- ガッデム（音響コーディネイト）
- THE八犬伝（音響コーディネーター）
- SOL BIANCA（音響コーディネーター）
- 戦国武将列伝 爆風童子ヒッサツマン（音響コーディネーター）
- 冒険!イクサー3（音響コーディネーター）
- 緑山高校 甲子園編（音響制作）
- 緑野原迷宮（音響コーディネーター）

1991年
- EXPER ZENON（音響コーディネーター）
- おたくのビデオ（音響コーディネート）
- がんばれゴエモン 次元城の悪夢（音響コーディネイト）
- 孔雀王3 櫻花豊穣（音響コーディネイター）
- DETONATORオーガン（第1話は音響コーディネーター、第2話・第3話は音響プロデューサー）
- BURN-UP（音響コーディネーター）
- 炎の転校生（音響コーディネーター）
- マネーウォーズ 狙われたウォーターフロント計画（音響コーディネーター）

1992年
- 間の楔（音響プロデューサー）
- 紅いハヤテ（音響コーディネーター）
- あばしり一家（音響コーディネーター）
- 甲竜伝説ヴィルガスト（音響プロデューサー）
- 創世機士ガイアース（音響プロデューサー）
- D-1 DEVASTATOR（音響プロデューサー）
- BASTARD!! -暗黒の破壊神-（音響プロデューサー）
- 花平バズーカ（音響コーディネーター）
- 三毛猫ホームズの幽霊城主（音響コーディネイト）

1993年
- ああっ女神さまっ（音響プロデューサー）
- 戦ー少女イクセリオン（音響コーディネーター）
- THE 八犬伝 〜新章〜（音響プロデューサー）
- 紅狼（音響プロデューサー）
- モルダイバー（音響プロデューサー）

1994年
- 青空少女隊（音響コーディネーター）
- おたくの星座（企画・宣伝協力・制作プロデューサー）
- 七都市物語〜北極海戦線〜（音響コーディネーター）
- 放課後の職員室（キャスティング）
- マーズ（企画・制作プロデューサー）

1995年
- 精霊使い（音響プロデューサー）

1996年
- ウルトラマン超闘士激伝（音響プロデューサー）
- タトゥーン★マスター（音響プロデューサー）
- TWIN SIGNAL（音響プロデューサー）
- BURN-UP W（音響プロデューサー）

1997年
- 超獣伝説ゲシュタルト

1998年
- 御先祖賛江
- サイキックフォース（音響監督）
- 真ゲッターロボ 世界最後の日（音響プロデューサー）

1999年
- 快刀乱麻 THE ANIMATION（音響プロデューサー）
- ツインビーPARADISE（音響プロデューサー）
- 菜々子解体診書（音響プロデューサー）

2000年
- 真ゲッターロボ対ネオゲッターロボ（音響プロデューサー）
- 続・御先祖賛江

2001年
- エイリアン9（音響プロデューサー）
- .hack//Liminality（音響プロデューサー）
- マジンカイザー（音響プロデューサー）

2003年
- アーリーレインズ（音楽プロデューサー）
- .hack//GIFT（音響演出）
- マジンカイザー 死闘!暗黒大将軍（音響プロデューサー）

2004年
- 新ゲッターロボ（音響プロデューサー）
- トップをねらえ2!

2005年
- スーパーロボット大戦ORIGINAL GENERATION THE ANIMATION（音響プロデューサーも兼任）
- フリクリ（音響プロデューサー）
- 魔女っ娘つくねちゃん

2007年
- .hack//G.U. Returner

2008年
- .hack//G.U. TRILOGY（録音演出）
- 星の海のアムリ

2009年
- 聖闘士星矢 THE LOST CANVAS 冥王神話

2012年
- 華ヤカ哉、我ガ一族 キネトグラフ

### 劇場アニメ
1999年
- ガンドレス（音響プロデューサー）

2000年
- ああっ女神さまっ 劇場版（音響プロデューサー）

2006年
- トップをねらえ!劇場版
- トップをねらえ2! 劇場版

2008年
- 劇場版 天元突破グレンラガン 紅蓮篇

2009年
- 劇場版 天元突破グレンラガン 螺巌篇

2012年
- ドットハック セカイの向こうに（録音演出）
- 伏 鉄砲娘の捕物帳（音響プロデューサー）

### ドラマCD
1992年
- サンダーバード秘密基地セット（音響プロデューサー）

### 朗読劇
2016年
- 朗読劇『「その日のまえに」「ヒア・カムズ・ザ・サン」』（演出）